# لورا مارغوليس جاربلوم
لورا مارغوليس جاربلوم (بالإنجليزية: Laura Margolis Jarblum)‏ (1903-1997) كانت أول ممثل في الخارج من الإناث للجنة اليهودية الأميركية للتوزيع المشترك (جوينت).

## وصلات خارجية
- JDC New York Office Records, 1933-1944 at the American Jewish Joint Distribution Committee, New York Archives
- JDC New York Office Records, 1945-1954 at the American Jewish Joint Distribution Committee, New York Archives
- JDC Geneva Office Records, 1945-1954 at the American Jewish Joint Distribution Committee, Jerusalem Archives